# Řecká krize
Řecká krize (řecky Δεκεμβριανά) je označení pro vnitropolitickou krizi Řeckého království v letech 1944–1946, která si vyžádala britskou intervenci.

## Průběh krize
Schůzka všech řeckých odbojových organizací se odehrála v květnu 1944 v Bejrútu. Zastoupeni zde měl komunistický Výbor národního osvobození (EAM), protimonarchistická Řecká národní demokratická unie (EDES) a několik monarchistických organizací. Po jednáních došlo k dohodě o vzniku vlády národní jednoty ze všech odbojových skupin, v čele s premiérem Georgiem Papandreuem. Qeubécká konference Spojenců nastolila plán britského vylodění v Řecku. Podle tohoto scénáře se také 4. října 1944 vylodily v Pireu dvě britské brigády. EAM sice uposlechla dohody z Bejrútu a předala 17. října moc do rukou nové vlády národní jednoty, avšak trvala na požadavku dominantního postavení členů své ozbrojené frakce ELAS v nově konstituované řecké armádě a policii. Brzy došlo k nepřekonatelným rozporům v koaličním soužití a vláda se již k 1. prosinci 1944 rozpadla. Příležitosti se chopily ozbrojené komunistické jednotky ELAS, které započaly boj proti dále pracující vládě Papandrea. Britské jednotky dostaly rozkaz potlačit tento pokus řeckých komunistů o uchopení moci, což se podařilo až na konci prosince roku 1945 a v Athénách byla obnovena legitimita vlády.
K podepsání dohody o ukončení bojů došlo 12. února 1945 ve Varkíze zástupci obou stran - legitimní řeckou vládou a komunistickým Výborem národního osvobození (EAM). Dohoda obsahovala text, který umožnil demobilizaci ozbrojené frakce ELAS. Vláda se na druhé straně zavázala propustit na svobodu politické vězně a do jednoho roku uskutečnit řádné parlamentní volby. Tyto volby se konaly v březnu 1946 a potvrdily porážku řeckých komunistů, se kterou se ale jejich základna nesmířila a rozpoutala tak řeckou občanskou válku.